# Kamov Ka-25

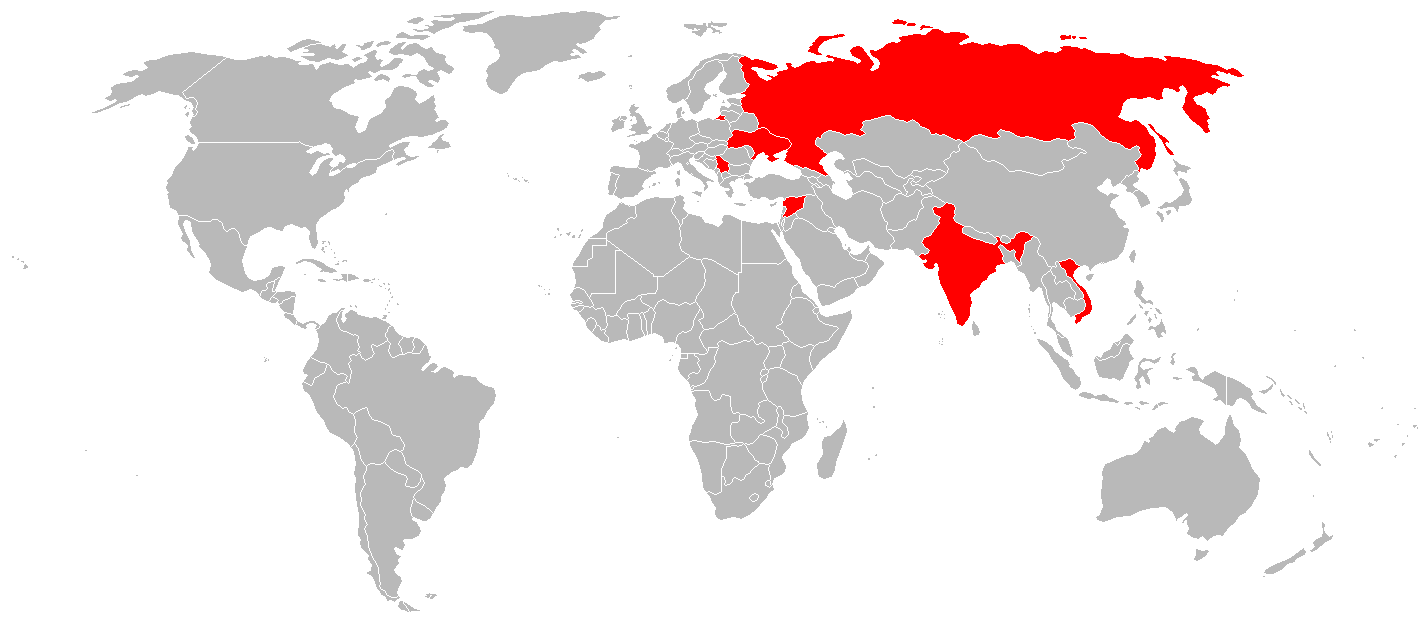
Operatori del Ka-25.

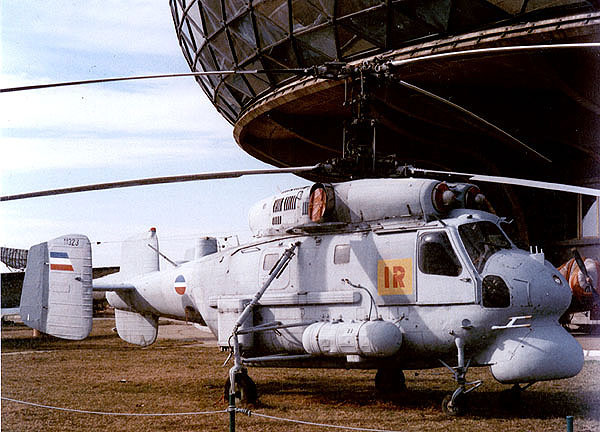
Ka 25 in esposizione.

Il Kamov Ka-25 (nome in codice NATO "Hormone" - ormone) è stato un elicottero sovietico antisommergibile imbarcato su nave. È stato il primo elicottero sovietico progettato espressamente per una applicazione militare specifica ed è diventato il primo elicottero antisommergibile e il primo elicottero nato come elicottero da combattimento dell'URSS. Al progetto base del Ka-25 vennero in seguito applicate una larga quantità di modifiche per adattare il progetto iniziale a molteplici ruoli diversi.
L'elicottero dotato di rotori coassiali, sviluppato dall'OKB Kamov sotto la direzione del capo progettista Nikolaj Il'ič Kamov (in cirillico Николай Ильич Камов), fu messo in produzione nel 1965 e diventò operativo il 2 dicembre 1971.

## Sviluppo
Nella seconda metà degli anni cinquanta, la Marina degli Stati Uniti sviluppò il primo sistema di missile balistico nucleare basato su sottomarini (SLBM): l'UGM-27 Polaris. La minaccia per l'Unione Sovietica presentata da questo sistema d'arma portò allo sviluppo urgente di una più potente flotta d'altura per la Voenno-Morskoj flot SSSR. Contestualmente, venne redatto dalla Aviacija Voenno-Morskogo Flota (Авиация Военно-Морского Флота), l'aviazione della Marina Sovietica un requisito urgente per la realizzazione di un elicottero antisommergibile da contrapporre come antagonista realistico alla flotta sottomarina americana al posto del precedente Mil Mi-4  e incaricò l'OKB Kamov nel 1958.
L'OKB 938 Kamov rispose lo stesso anno con il Kamov Ka-20, un compatto elicottero a rotori controrotanti coassiali, utilizzabile sia da basi navali costiere che in grado di essere imbarcato. Il modello fu presentato al pubblico solamente in occasione della parata militare del 1961 all'aeroporto di Mosca-Tušino e in quell'occasione gli osservatori della NATO gli assegnarono il nome in codice Harp, ma già per quella data la AV-MF si era dichiarata insoddisfatta delle prestazioni in termini di autonomia e carico utile e chiese la riprogettazione che portò al Ka-25.

## Versioni
- Ka-20 (Harp): prototipo.
- Ka-25PL e Ka-25BSh (Hormone-A) varianti utilizzate per il ruolo antisommergibili, equipaggiate con radar, sonar a immersione e MAD e armate con siluri e bombe di profondità nucleari o convenzionali.
- Ka-25T (Hormone-B) variante con radar e avionica per l'acquisizione di bersagli e guida missili al di là dell'orizzonte visuale.
- Ka-25PS (Hormone-C): versione per ricerca e soccorso.
- Ka-25BShZ: versione caccia mine
- Ka-25B (Hormone-A): versione antisommergibile più diffusa.
- Ka-25F: versione proposta come elicottero d'assalto in competizione con il Mil Mi-22 e il più grande Mi-24. Naso completamente vetrato, cabina principale con quattro porte, torretta inferiore (GSh-23L), predisposizione per 6 9M17 o 6 UB-16 o bombe.[7]
- Ka-25V: gru volante per impiego civile rimasta alla versione di prototipo.
- Ka-25TL: versione per guida missili anche nota come Ka-25TI e Ka-25IV.
- Ka-25C: aggiornamento sul quale sono trapelate poche notizie.

## Utilizzatori
India
- Indian Naval Air Arm

7 Ka-25 in servizio dal 1980 al 2009.
 Russia - 65
 Siria - 5
 Ucraina - 18
 Vietnam - 5